# BMW Vision M Next
La BMW Vision M Next est un concept-car de supercar hybride de luxe, du constructeur automobile allemand BMW-BMW M présenté en juin 2019.

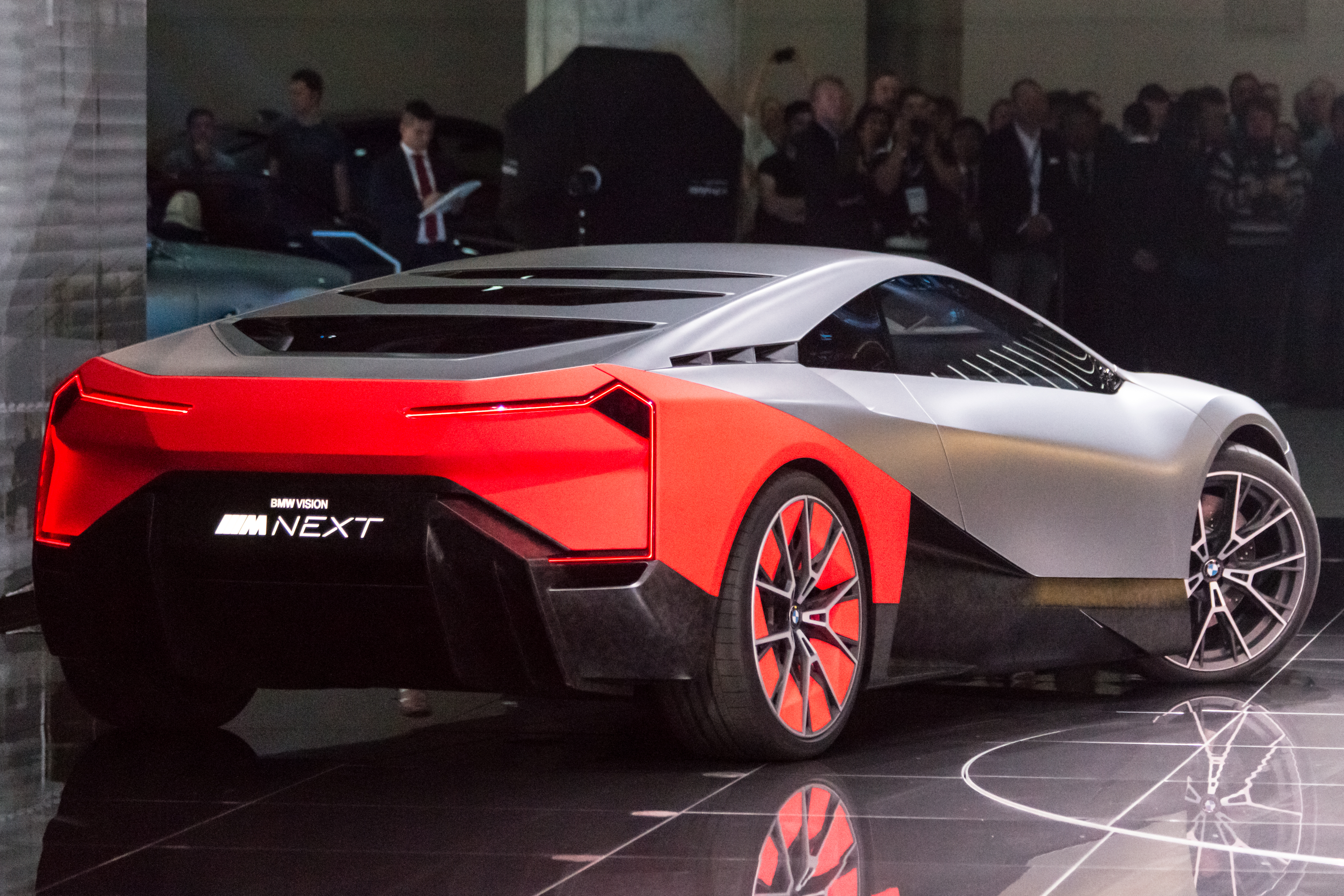
Vue arrière avec feux arrière actifs

## Présentation
Le concept-car BMW Vision M Next est présenté le 25 juin 2019 à Munich en Allemagne, lors d'un événementiel baptisé « BMW Group #NEXTGen ».
Tout juste dévoilée, la BMW Vision M Next est présentée au Concours d'Élégance du Chantilly Arts & Elegance le 30 juin 2019 puis au Salon de Francfort 2019.

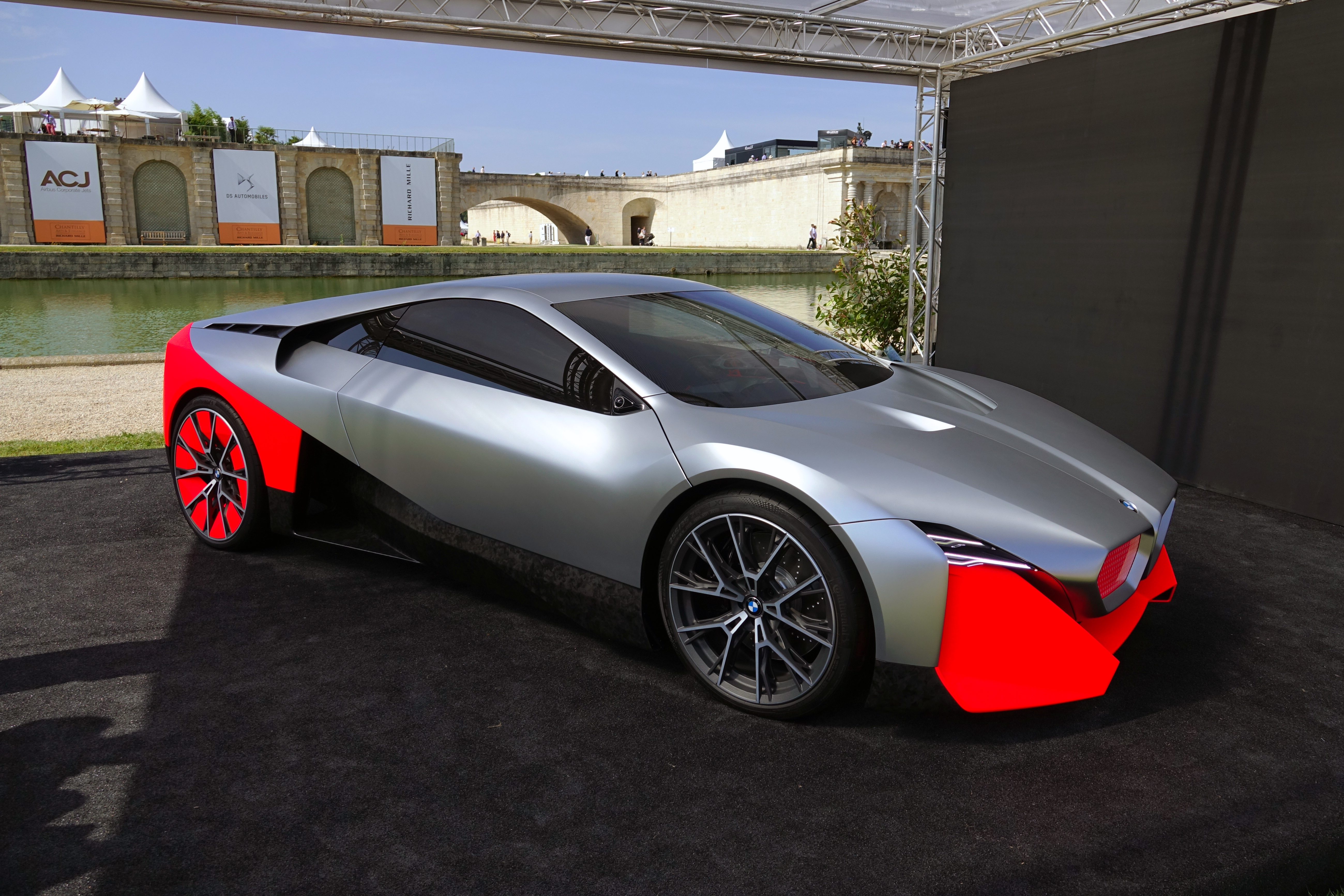

### Design
La ligne du concept offre un mixe du design du concept-car BMW Turbo de 1972, de la BMW M1 de 1978 et de la plus récente BMW i8 de 2014.
Elle revêt une teinte « Thrilling Orange » mate, et elle est équipée de portes en élytre dont l'ouverture se commande via une interface de reconnaissance faciale.

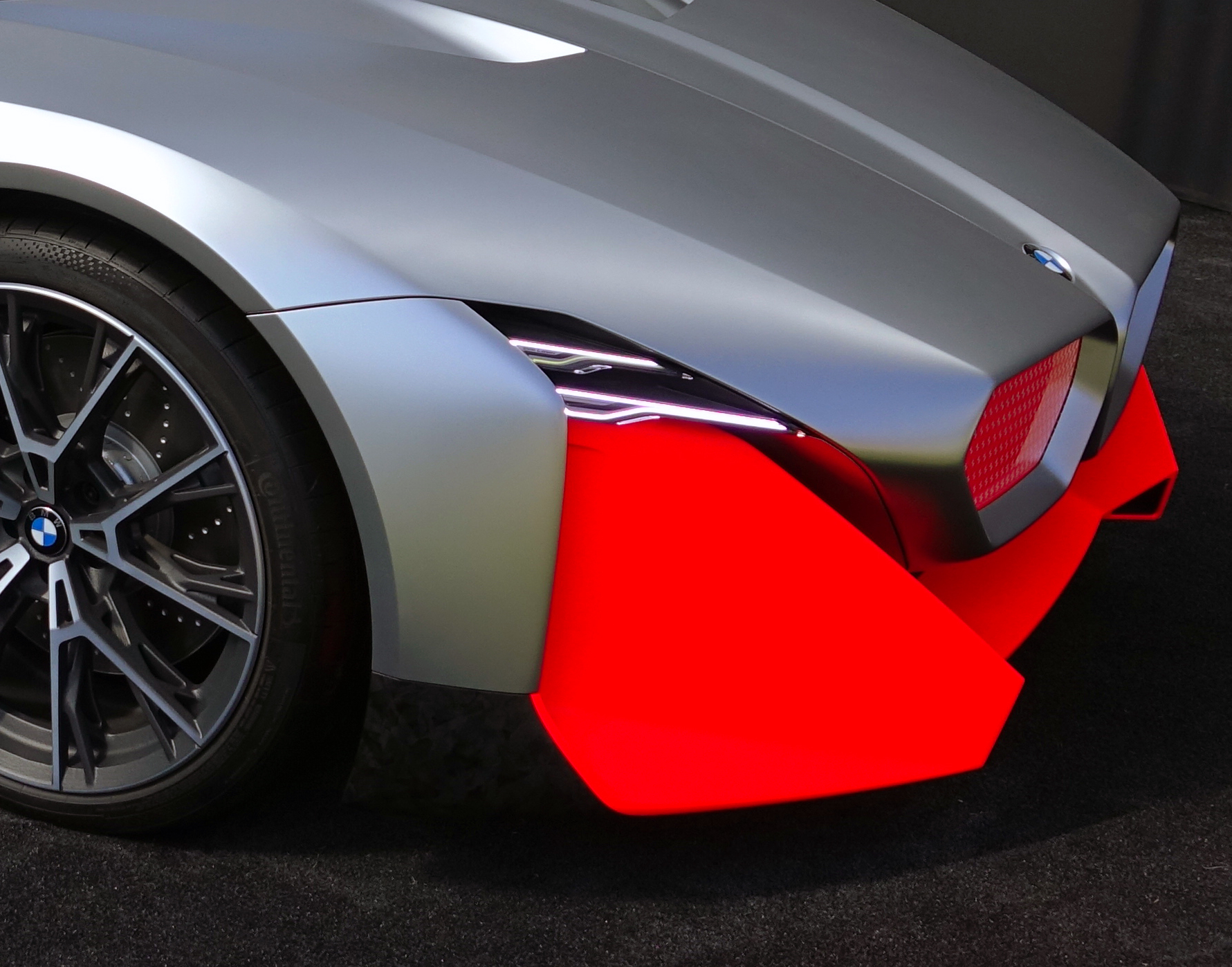
Phares en fibre de verre

## Caractéristiques Techniques
La BMW Vision M Next est une hybride rechargeable, et sa batterie lui permet une autonomie de 100 km en traction électrique.
La Vision M Nex est chaussée de roues de 21 pouces à l’avant et 22 pouces à l’arrière. Elle utilise du carbone recyclé pour ses bas de caisse en couleur ou le bouclier arrière qui intègre le diffuseur.

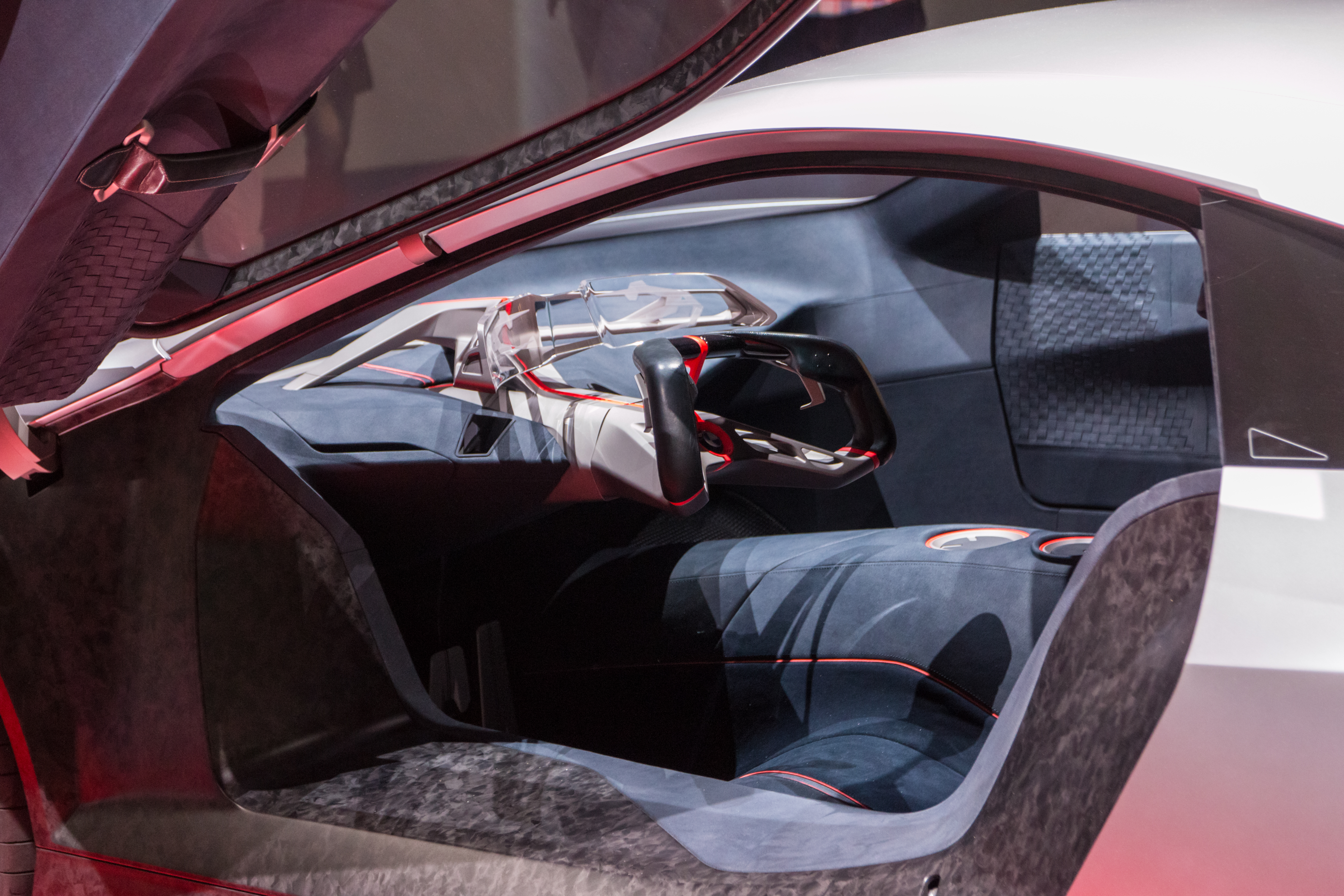
Intérieur

### Motorisations
La Vision M Next reçoit une motorisation hybride rechargeable composée d'un moteur thermique quatre cylindres turbocompressé, accouplé au train arrière, associé à deux moteurs électriques placés sur les trains avant et arrière lui offrant une transmission intégrale, pour une puissance totale de 600 ch.
Le constructeur à l'hélice annonce une vitesse maximale de 300 km/h et un 0 à 100 km/h en 3 s.

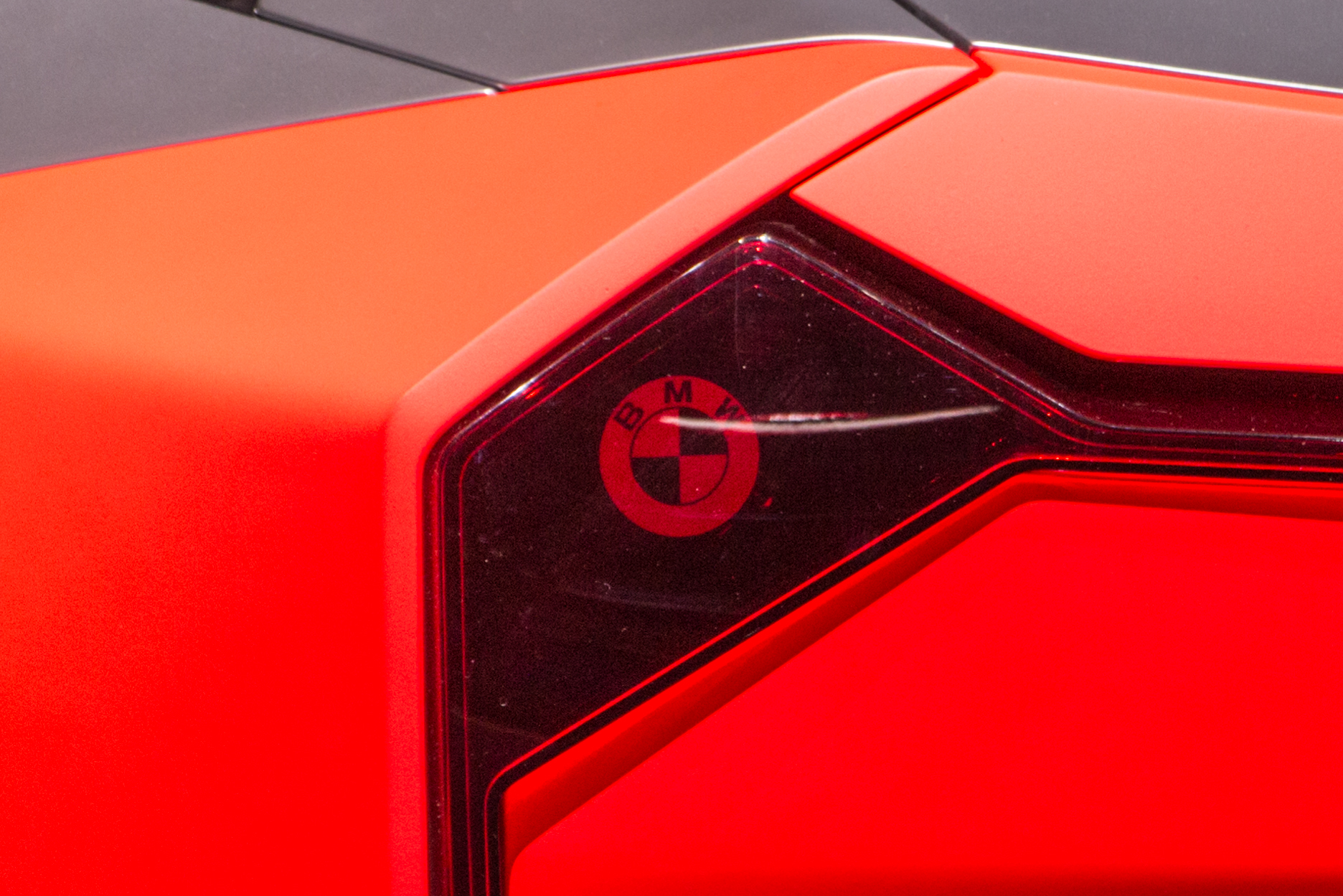
Feu arrière avec logo BMW